# Phelps Dodge
Phelps Dodge Corporation - колишня американська гірничорудна та металургійна компанія, другий за величиною у світі виробник міді. Штаб-квартира компанії розташовувалася у Фініксі, Аризона.
Заснована у 1834.

## Діяльність
Компанія вела видобуток і виплавку міді, молібдену, нікелю в Сполучених Штатах Америки, Чилі, Перу та інших країнах світу.
Наприкінці червня 2006 оголосила про майбутню найближчим часом покупку канадського виробника кольорових металів Inco, яка, у свою чергу, купує канадську ж Falconbridge. Угода вартістю $40 млрд дозволила б Phelps Dodge стати провідною компанією у світі з виробництва нікелю, обігнавши за цим показником російський "Норильський Нікель". Але угода так і не відбулася через ворожі пропозиції інших потенційних покупців та початкового невдоволення акціонерів майбутньою угодою.
Загальна чисельність персоналу – 13 500 осіб. Phelps Dodge випустила у 2005 1,3 млн т міді. Виторг становив $8,3 млрд, чистий прибуток — $1,6 млрд.

## Поглинання
19 листопада 2006 компанія Freeport-McMoRan оголосила, що планує зробити поглинання Phelps Dodge за $25,9 млрд готівкою та акціями, створивши тим самим найбільшу публічну компанію з видобутку міді. 14 березня 2007 акціонери обох компаній проголосували за ухвалення пропозиції про поглинання. 19 березня 2007 угоду було офіційно затверджено.